# کاتندورف
کاتندورف (به آلمانی: Kathendorf) یک منطقهٔ مسکونی در آلمان است که در ائبیسفلده-وفرلینگن واقع شده‌است. کاتندورف ۲۶۷ نفر جمعیت دارد.